# Melsungen
Melsungen är en stad i Schwalm-Eder-Kreis i Regierungsbezirk Kassel i förbundslandet Hessen i Tyskland.